# Stonava
Stonava (Duits: Steinau) (Pools: Stonawa) is een Tsjechische gemeente in de regio Moravië-Silezië, en maakt deel uit van het district Karviná.

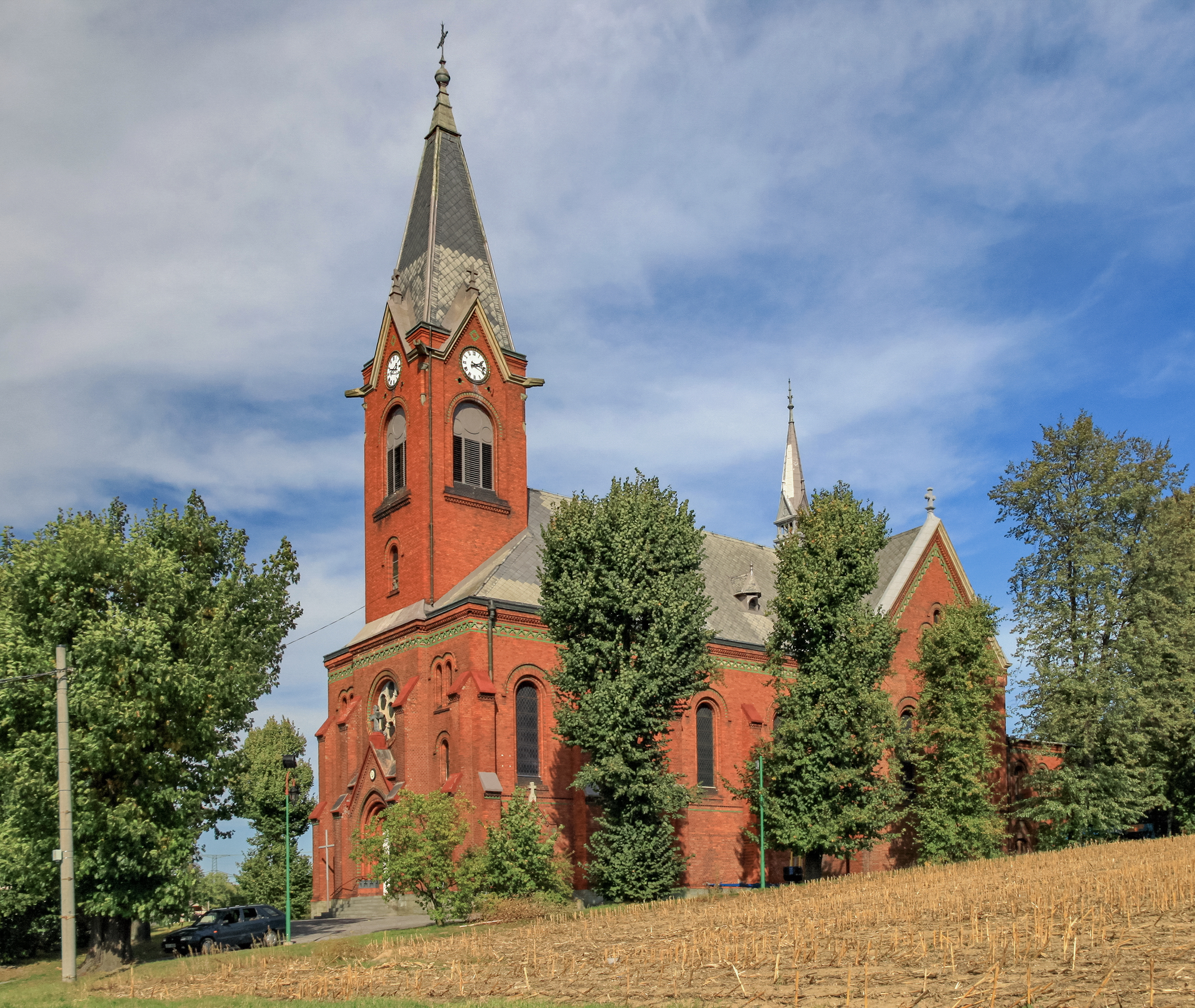
Kerk van St Mary Magdalene

Stonava telt 1933 inwoners (2006).
Albrechtice ·
Bohumín ·
Český Těšín ·
Dětmarovice ·
Dolní Lutyně ·
Doubrava ·
Havířov ·
Horní Bludovice ·
Horní Suchá ·
Chotěbuz ·
Karviná ·
Orlová ·
Petrovice u Karviné ·
Petřvald ·
Rychvald ·
Stonava ·
Těrlicko